# 谷英美
谷 英美（たに えみ、本名：森谷みえ、1965年（昭和40年）5月24日 - ）は、日本の俳優である。東京都出身。血液型はB型。アローン・シアター主宰。

## 来歴・人物
テレビ、映画、舞台、CF、VP、スチールなどで活躍している。主な出演作は、テレビ『スターダストショー』『赤いこうもり傘』『白い影』、映画『マルタイの女』『夜をぶっとばせ』、舞台『オズの魔法使い』『子象物語』『金子みすず一人芝居』など。